# Rhizanthella slateri
Rhizanthella slateri là một loài thực vật có hoa trong họ Lan. Loài này được (Rupp) M.A.Clem. & P.J.Cribb miêu tả khoa học đầu tiên năm 1984.